# Wellen
Pour les articles homonymes, voir Wellen (homonymie).
Wellen est une commune néerlandophone de Belgique située en région flamande dans la province de Limbourg.

## Sections de la commune
| # | Section   | Superf. (km²) | Habitants (2020) | Habitants par km² | Code INS |
| - | --------- | ------------- | ---------------- | ----------------- | -------- |
| 1 | Wellen    | 17,07         | 6.208            | 364               | 73098A   |
| 2 | Herten    | 1,31          | 93               | 71                | 73098B   |
| 3 | Berlingen | 2,51          | 194              | 77                | 73098C   |
| 4 | Ulbeek    | 5,92          | 859              | 145               | 73098D   |

## Toponymie
Wellene (1158), Welnis (1163), Willne (1218)

## Héraldique
|  | La commune possède des armoiries qui lui ont été octroyées le 14 juin 1988. Elles montrent Sainte Brigitte, la sainte patronne historique du village de Wellen. Lorsque le conseil communal a demandé les armoiries, le parti catholique s'est opposé à l'utilisation de la sainte patronne. La raison en était que cela avait été proposé par un bourgmestre libéral de l'époque, Eloi Vandersmissen. Les armoiries étaient basées sur le sceau du collège des échevins des XVIIe et XVIIIe siècles de Wellen, en tant que domaine ayant appartenu à l'abbaye de Munsterbilzen avec Sainte Brigitte de Kildare avec une couronne de rayons, la sainte patronne de la paroisse avec une mitre à la main accompagnée d'une vache et d'un arbre. Blasonnement : D'azur à une sainte Brigitte de Kildare, debout sur un sol, accompagnée à droite d'une vache et à gauche d'un arbre, le tout d'or. (Traduction libre) Source du blasonnement : Heraldy of the World. |

## Démographie

### Évolution démographique: Avant la fusion des communes
- Sources : INS, Rem. : 1831 jusqu'en 1970 = recensements, 1976= nombre d'habitants au 31 décembre[4].

### Évolution démographique de la commune fusionnée
Graphe de l'évolution de la population de la commune. Les données ci-après intègrent les anciennes communes dans les données avant la fusion en 1977.
- Source : DGS - Remarque: 1831 jusqu'à 1981=recensement; depuis 1990=nombre d'habitants chaque 1er janvier[5]